# Seznam prvních pozitivně testovaných případů pandemie covidu-19 v Česku
Toto je seznam prvních pozitivně testovaných případů pandemie covidu-19 v Česku. V tabulce je uvedeno prvních čtyřicet sedm pozitivně testovaných, o kterých úřady informovaly jednotlivě.
Těmto prvním zjištěným případům byla na počátku března 2020 věnována značná mediální pozornost. V úterý 10. března bylo oznámeno celkem 25 nových případů. Šlo o do té doby největší nárůst počtu případů za jediný den a ke většině případů již nebyly zveřejněny podrobné informace. Ani ve dnech následujících, kdy už se počet nově zjištěných případů zpravidla pohyboval v řádu stovek denně.
| #  | Datum | Původ nákazy              | Lokace                             | Pohlaví | Věk   | Státní příslušnost |
| -- | --- | ------------------------- | ---------------------------------- | ------- | ----- | ------------------ |
| 1  | 1. března | Itálie, Udine             | Praha                              | muž     | 67    | Česko              |
| 1  | Čech narozený v roce 1952 se zúčastnil konference v italském Udine. Hygienu kontaktoval již 26. února. Po návratu z Itálie zůstal v domácí karanténě a bylo zjištěno, že u jednoho z jeho italských kolegů byla potvrzena nemoc covid-19. Poté, co se jeho stav zhoršil, dorazil na Infekční kliniku Nemocnice Na Bulovce. Test se ukázal jako pozitivní 1. března. Je učitelem na České zemědělské univerzitě v Praze. |                           |                                    |         |       |                    |
| 2  | 1. března | Itálie, Milán             | Praha                              | žena    | ~20   | USA                |
| 2  | Mladá žena z USA, narozená v roce 1999, studující v Miláně, cestovala do Prahy přes Vídeň, Budapešť a Brno. Cítila se nemocná, navštívila pohotovost ve Fakultní nemocnici v Motole, kde s ní bylo nakládáno jako s potenciálně infekční. Později byla převezena do Nemocnice Na Bulovce. |                           |                                    |         |       |                    |
| 3  | 1. března | Itálie, Auronzo di Cadore | Děčín, Ústecký kraj                | muž     | ~43   | Česko              |
| 3  | Muž narozený v roce 1976 v Děčíně lyžoval se svou rodinou v Itálii a po návratu do České republiky ho jeho žena odvezla do nemocnice v Ústí nad Labem. 1. března byl pozitivně testován a poté převezen do Nemocnice Na Bulovce. Zbytek jeho rodiny neměl žádné příznaky a zůstal v domácí karanténě. Muž byl 16. března prohlášen za vyléčeného |                           |                                    |         |       |                    |
| 4  | 3. března | Itálie, Auronzo di Cadore | Děčín, Ústecký kraj                | žena    | 53    | Česko              |
| 4  | Češka byla na dovolené v Alpách a zůstala ve stejném hotelu jako pozitivně testovaný český muž (případ č. 3), s nímž se během pobytu stýkala. V neděli 1. března dorazila do Masarykovy nemocnice v Ústí nad Labem a později byla převezena do pražské Nemocnice Na Bulovce. 16. března byla prohlášena za vyléčenou. |                           |                                    |         |       |                    |
| 5  | 3. března | Itálie, Milán             | Praha                              | žena    | 21    | Ekvádor            |
| 5  | Mladá žena z Ekvádoru cestovala společně s americkou ženou, která byla infikována 1. března (případ č. 2). Obě studují v Miláně. I když byl první test provedený 1. března negativní, následné opakované testování 3. března bylo jasně pozitivní. |                           |                                    |         |       |                    |
| 6  | 4. března | Itálie, Trento            | Praha                              | žena    |       | Česko              |
| 6  | Žena po příjezdu z Itálie žádala provedení testů, ale státní systém ji odmítl. Proto si nechala udělat testy mimo státní systém v soukromé laboratoři Tilia a vyšly pozitivně. Vzorky přezkoumala referenční laboratoř Státního zdravotního ústavu, po přezkoumání testů se u ženy nákaza potvrdila. Její děti a dědeček měli test negativní, ale u manžela (případ č. 9) se potvrdil. |                           |                                    |         |       |                    |
| 7  | 4. března | Itálie, Auronzo di Cadore | Děčín, Ústecký kraj                | muž     |       | Česko              |
| 7  | Partner nakažené ženy (případ č. 4), která se vrátila se svou rodinou z dovolené v severní Itálii. Nakazil se už na dovolené a tudíž se nejednalo o přenos z člověka na člověka na území Česka. 16. března byl prohlášen za vyléčeného. |                           |                                    |         |       |                    |
| 8  | 4. března | Itálie, Auronzo di Cadore | Děčín, Ústecký kraj                | žena    |       | Česko              |
| 8  | Dcera nakažené ženy (případ č. 4), která se vrátila se svou rodinou z dovolené v severní Itálii. Nakazila se rovněž už na dovolené a tudíž se nejednalo o přenos z člověka na člověka na území Česka. |                           |                                    |         |       |                    |
| 9  | 5. března | Itálie                    | Praha                              | muž     |       | Česko              |
| 9  | Muž, který byl se svou manželkou na dovolené v Itálii nakaženou ženou z Prahy 6 (případ č. 6) |                           |                                    |         |       |                    |
| 10 | 5. března | Itálie                    | Děčín, Ústecký kraj                | muž     |       | Česko              |
| 10 | Muž z Prahy, který byl na dovolené s ženou, u které byl koronavirus potvrzen. |                           |                                    |         |       |                    |
| 11 | 5. března | Itálie                    | Praha                              | muž     | 45    | Itálie             |
| 12 | 5. března | Itálie                    | Praha                              | muž     | 43    | Česko              |
| 13 | 6. března | Česko                     | Ústecký kraj                       | žena    | 67    | Česko              |
| 13 | Žena, která se nakazila od svého syna, jenž se vrátil z Itálie. Testy byly provedeny mimo státní systém v soukromé laboratoři Tilia v Praze. Výsledek přezkoumala a potvrdila referenční laboratoř Státního zdravotního ústavu. |                           |                                    |         |       |                    |
| 14 | 6. března | Itálie, Auronzo di Cadore | Ústecký kraj                       | muž     |       | Itálie             |
| 15 | 6. března | Itálie, Auronzo di Cadore | Praha                              | muž     |       | Česko              |
| 15 | Lékař z Prahy, který se vrátil z Itálie. Po návratu ještě 2 dny ordinoval. |                           |                                    |         |       |                    |
| 16 | 6. března | Itálie                    | Děčín, Ústecký kraj                | žena    | 12    | Česko              |
| 16 | Dcera nakaženého muže z Děčína, která byla s rodiči v Itálii. |                           |                                    |         |       |                    |
| 17 | 6. března | USA, Boston               | Praha                              | žena    |       | Česko              |
| 17 | Pacientka byla na konferenci společnosti Biogen Inc. v USA v Bostonu. Mnoho účastníků konference bylo následně testováno pozitivně v USA i v Evropě. |                           |                                    |         |       |                    |
| 18 | 6. března | Itálie                    | Praha                              |         | 2     | Česko              |
| 18 | Byl s rodinou v Itálii. |                           |                                    |         |       |                    |
| 19 | 6. března | Itálie, Lombardie         | Ústecký kraj                       | žena    |       | Česko              |
| 19 | Žena, která se vrátila z lyžařského zájezdu z Itálie. |                           |                                    |         |       |                    |
| 20 | 7. března | Česko                     | Ústecký kraj                       | žena    |       | Česko              |
| 20 | Podnájemnice 6. března nakažené ženy (případ č. 19) |                           |                                    |         |       |                    |
| 21 | 7. března | Itálie, Trento            |                                    | muž     |       | Česko              |
| 21 | Muž, jenž byl na lyžařském zájezdu v lyžařském areálu Passo del Tonale v Trentinu v Itálii. |                           |                                    |         |       |                    |
| 22 | 7. března | USA, Boston               |                                    | muž     |       | Česko              |
| 23 | 7. března | Itálie                    |                                    |         |       | Česko              |
| 23 | Osoba byla spolu s dalším nakaženým (případ č. 24) v Itálii na lyžích. |                           |                                    |         |       |                    |
| 24 | 7. března | Itálie                    |                                    |         |       | Česko              |
| 24 | Osoba byla spolu s dalším nakaženým (případ č. 23) v Itálii na lyžích. |                           |                                    |         |       |                    |
| 25 | 7. března | Rakousko                  |                                    | muž     |       | Česko              |
| 25 | Manžel nakažené ženy (případ č. 26). Oba byli v kontaktu s nakaženou ženou v Rakousku. |                           |                                    |         |       |                    |
| 26 | 7. března | Rakousko                  |                                    | žena    |       | Česko              |
| 26 | Manželka nakaženého muže (případ č. 25). Oba byli v kontaktu s nakaženou ženou v Rakousku. |                           |                                    |         |       |                    |
| 27 | 8. března | Itálie                    |                                    | muž     |       | Česko              |
| 27 | Manžel nakažené ženy (případ č. 28). Oba byli na lyžařském zájezdu v Itálii, spolu s dalšími lidmi, u kterých se nákaza potvrdila již dříve. |                           |                                    |         |       |                    |
| 28 | 8. března | Itálie                    |                                    | žena    |       | Česko              |
| 28 | Manželka nakaženého muže (případ č. 27). Oba byli na lyžařském zájezdu v Itálii, spolu s dalšími lidmi, u kterých se nákaza potvrdila již dříve. |                           |                                    |         |       |                    |
| 29 | 8. března | Itálie, Auronzo di Cadore | Litoměřice, Ústecký kraj           | žena    |       | Česko              |
| 29 | Osoba byla spolu s dalším nakaženým (případ č. 23) v Itálii na lyžích. |                           |                                    |         |       |                    |
| 30 | 8. března | Itálie, Auronzo di Cadore | Litoměřice, Ústecký kraj           | žena    |       | Česko              |
| 30 | Osoba byla spolu s dalším nakaženým (případ č. 23) v Itálii na lyžích. |                           |                                    |         |       |                    |
| 31 | 8. března | Česko                     | Ústecký kraj                       | muž     |       | Česko              |
| 31 | Rodinný příslušník žen (případy 29 a 30). Necestoval nikam do zahraničí, tudíž došlo k přenosu z osoby na osobu v Česku. |                           |                                    |         |       |                    |
| 32 | 8. března | USA, Boston               | Hradec Králové                     | muž     | 37    | Kanada             |
| 32 | Kanaďan, dlouhodobě žijící v Praze. Vrátil se z konference v americkém Bostonu. Stal se prvním pacientem Královéhradeckého kraje. |                           |                                    |         |       |                    |
| 33 | 9. března | Itálie, Trento            | Rožnov pod Radhoštěm, Zlínský kraj | žena    | 42    | Česko              |
| 33 | Žena se vrátila z lyžování v Itálii. Je prvním případem ve Zlínském kraji. |                           |                                    |         |       |                    |
| 34 | 9. března | Česko                     | Praha                              | muž     | 12    | Česko              |
| 34 | 12letý chlapec, který je v rodinné vazbě na již nakaženého z Itálie. |                           |                                    |         |       |                    |
| 35 | 9. března | Itálie, Lombardie         | Praha                              | muž     | 45    | Česko              |
| 36 | 9. března | Česko                     | Praha                              | žena    | 62    | Česko              |
| 36 | Žena byla v kontaktu se skupinou nakažených, kteří se vrátili z Itálie. |                           |                                    |         |       |                    |
| 37 | 9. března | Itálie, Trento            | Středočeský kraj                   | muž     |       | Česko              |
| 38 | 9. března | Česko                     | Praha                              | muž     | 40–45 | Česko              |
| 38 | Pražský taxikář jezdící pro společnost Uber byl prvním zjištěným případem, který neměl žádnou vazbu na lidi, kteří pobývali na severu Itálie. Je podezření, že se nakazil od německých turistů, které ubytovával. Po nakažení dále vozil lidi po Praze; odhaduje se, že jich bylo několik desítek. Stav pacienta se 11. března zhoršil a byl připojen k umělé plicní ventilaci a následně i na mimotělní oběh. Jako prvnímu z českých pacientů mu byl proto podán experimentální lék Remdesivir. Jeho stav se pak počátkem dubna zlepšil a 20. dubna byl po 43 dnech hospitalizace propuštěn domů. |                           |                                    |         |       |                    |
| 39 | 10. března | Česko                     | Středočeský kraj                   | žena    | 61    | Česko              |
| 39 | V zaměstnání přišla do kontaktu s nakaženou ženou, která byla na lyžích v italské Val Gardeně. |                           |                                    |         |       |                    |
| 40 | 10. března | Itálie, Sexten            | Ústecký kraj                       | muž     | 54    | Česko              |
| 41 | 10. března | Německo                   | Prostějov, Olomoucký kraj          | muž     | 55    | Japonsko           |
| 41 | Manažer japonské firmy Toray Textiles Central Europe s pobočkou v Prostějově japonské národnosti žije sám v Olomouci. Cizinec přijel zpět do Česka z Německa. Pobýval v Mnichově, předtím byl také v Anglii. Byl ve vážnějším stavu v prostějovské nemocnici, ale 23. března byl na základě negativních testů prohlášen za vyléčeného. |                           |                                    |         |       |                    |
| 42 | 10. března | Rakousko                  | Pardubický kraj                    | muž     |       | Česko              |
| 42 | Muž v důchodovém věku byl lyžovat v rakouském středisku Bad Gastein. |                           |                                    |         |       |                    |
| 43 | 10. března |                           | Praha                              | žena    |       |                    |
| 44 | 10. března |                           | Praha                              | muž     |       | Česko              |
| 45 | 10. března | Itálie                    | Litovel, Olomoucký kraj            | muž     |       | Česko              |
| 45 | Manžel nakažené ženy (případ č. 46). Oba byli lyžovat v Itálii. |                           |                                    |         |       |                    |
| 46 | 10. března | Itálie                    | Litovel, Olomoucký kraj            | žena    |       | Česko              |
| 46 | Manželka nakaženého muže (případ č. 45). Oba byli lyžovat v Itálii. |                           |                                    |         |       |                    |
| 47 | 10. března | Itálie                    | Žďár nad Sázavou, Kraj Vysočina    | muž     |       | Česko              |
| 47 | První případ v kraji Vysočina. Muž ze Žďáru nad Sázavou byl v Itálii pracovně jako montér. |                           |                                    |         |       |                    |